# Normal School for Colored Girls
La Normal School for Colored Girls (École normale pour jeunes femmes de couleur) maintenant devenue l'Université du district de Columbia est un établissement d'enseignement supérieur fondé par l'abolitionniste Myrtilla Milner à Washington (district de Columbia) a ouvert ses portes 3 décembre 1851, sa vocation est de former des jeunes femmes afro-américaines au métier d'enseignante des écoles primaires.

## Histoire

### Les origines et les difficultés

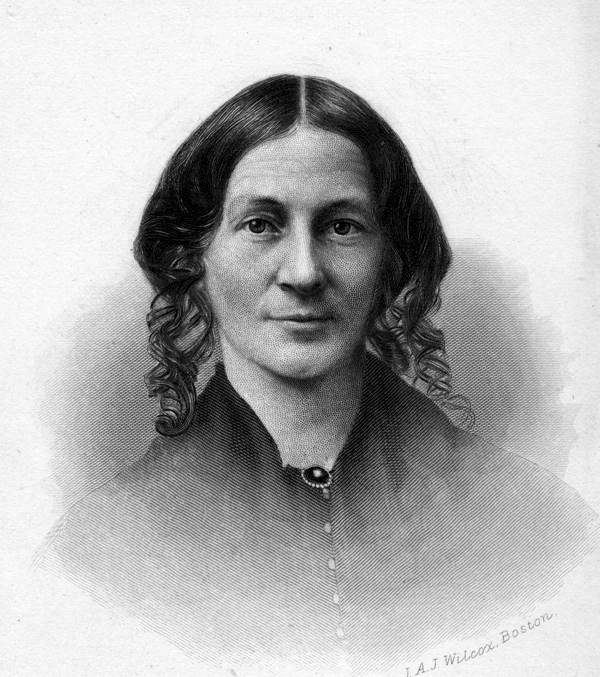
Myrtilla Miner.

Myrtilla Milner, une Blanche abolitionniste, est professeure au Newton Female Institute de Whitesville, l'actuel Whynot, Mississippi (en), où elle donne des cours aux filles des riches planteurs locaux, elle est choquée par la condition faite aux esclaves afro-américains. Elle propose d'ouvrir une école pour les jeunes filles afro-américaines esclaves appartenant aux planteurs auxquels elle donnait des cours à leurs filles, mais son initiative est refusée car contraire au racisme ambiant du Mississippi et à ses lois, on lui dit que si elle veut instruire des "Nègres" qu'elle retourne donc dans un État du Nord. Elle donne sa démission pour retourner enseigner à New York en 1849.
Là, elle sollicite diverses personnes pour l'aider à financer un projet de création d'une école pour les Afro-Américains à Washington. Elle écrit à Frederick Douglass qui se montre sceptique tout en l’encourageant, la prévenant que son projet peut conduire à son assassinat,. Des abolitionnistes blancs vont la soutenir pour son projet. Elle reçoit également l'appui du révérend Henry Ward Beecher, et d'Ednah Thomas, une quaker qui lui fait un don de 100 $ pour l'aider à créer son école,.

### Création de l'école
Elle emménage à Washington, et ouvre le 3 décembre 1851, la Normal School for Colored Girls dans un entrepôt, qui appartenait à un Afro-Américain, sur la 11e avenue à proximité de la New York Avenue (Washington, D.C.) (en). En moins de deux mois les effectifs passent de six à quarante élèves. En regard de l’augmentation croissante des effectifs, elle change de locaux pour installer l'école dans une maison située sur la F Street à quelque pas de la Maison Blanche ; menacée par le voisinage blanc, elle doit à nouveau déménager pour s'installer sur la K Street (Washington, D.C.), elle doit à nouveau déménager au bout de quelques mois pour échapper à l'hostilité et aux menaces diverses du voisinage. La situation va se stabiliser grâce à divers donateurs comme Gamaliel Bailey (en), Thomas Smith Williamson (en), Harriet Beecher Stowe (l'auteure de La Case de l'oncle Tom, lui fait un don de 1 000 $) et d’autres, Myrtilla Milner peut acheter une maison dans le quartier situé entre la 19e et la 20e rue. Le voisinage blanc est toujours hostile, mais elle est chez elle.
En 1856 l'école est protégée par un comité d'administration où siègent diverses personnalités blanches et quakers comme Henry Ward Beecher, Harriet Beecher Stowe, Samuel M. Janney, Thomas Williamson, Samuel Rhoads, Johns Hopkins, etc,,.
En 1860, les débats vif du Congrès concernant l'inclusion de l'éducation des Afro-Américains sur le district de Columbia préfigurent ce qui sera la guerre de Sécession et conduisent à la fermeture de l'école quelques mois avant le déclenchement du conflit.
En 1863, l'école rouvre ses portes. Myrtilla Milner décède en 1864 des suites de la tuberculose, le conseil d'administration prend le relais.

### Le devenir de l'école
De 1871 à 1876, l'école est rattachée à l'Université Howard, puis en 1879, elle a été rebaptisée Miner Normal School et est intégrée au dispositif du système de l'enseignement public du district de Columbia. En 1955, à la suite de l'arrêt  Brown vs. Board of Education de la Cour suprême rendu le 17 mai 1954 mettant fin à la ségrégation dans l'enseignement public la Miner Normal School fusionne avec le Wilson Teachers College (école normale pour blancs) pour former le District of Columbia Teachers College et en 1976, l'établissement est incorporé à l'Université du District de Columbia,.
En 1991, la Miner Normal School est inscrite au Registre national des lieux historiques,.